# Jonathan Rothschild
Jonathan Rothschild (nacido en 1955) en un abogado y político estadounidense que ocupó el cargo de alcalde de Tucson, Arizona, entre 2011 y 2019.
De 2001 a 2011 Rothschild fue asesor legal en la prestigiada firma Clark & Rothschild. Fue profesor en la Universidad de Arizona y el Colegio de leyes James E. Rogers. Es miembro del Partido Demócrata. Rothschild fue elegido alcalde de Tucson el 8 de noviembre de 2011 con el 54.96% de los votos contra el republicano Rick Grinnell que obtuvo el 39.91%.